# C/2006 P7 (SOHO)
C/2006 P7 (SOHO) – kometa jednopojawieniowa odkryta na zdjęciach SOHO przez Arkadiusza Kubczaka. Została odkryta 4 sierpnia 2006 roku. Należy do grupy komet Kreutza. Była to tysięczna kometa z tej grupy odkryta w programie SOHO.